# Hantavirus
Een hantavirus, ook wel orthohantavirus is een omhuld negatief enkelstrengig RNA-virus dat deel uit maakt van de familie der Hantaviridae en de orde Bunyavirales. Het hantavirus wordt overgebracht door verschillende soorten knaagdieren. Van de 20 verschillende soorten van het hantavirus zijn er 11 voor de mens ziekmakend. Zij geven twee soorten syndromen:
- Hemorragische koorts met renaal syndroom (HFRS)
- Hantavirus cardiopulmonaal syndroom (HCPS)

## Geschiedenis
Het hantavirus werd geïdentificeerd tijdens de Koreaanse Oorlog. Van zo'n 3.000 militairen die ten tijde van deze oorlog daar waren ingezet door de Verenigde Naties is bekend dat ze na infectie met het virus ziek werden. 300 militairen stierven aan de gevolgen van het virus.
In 1993 veroorzaakte het hantavirus de dood van tientallen mensen in de Verenigde Staten, nadat ongewoon nat weer in het zuidwesten van het land leidde tot een significante toename van de muizenpopulatie. Mensen raakten besmet door de inhalatie van sporen afkomstig van de urine en uitwerpselen van besmette knaagdieren.

## Epidemiologie
Infectie met het virus vindt voornamelijk plaats door het inademen van zwevende virusdeeltjes afkomstig van knaagdieren en hun ontlasting. Ook een beet van een besmet knaagdier kan leiden tot een infectie. Overdracht van mens-op-mens vindt waarschijnlijk niet of nauwelijks plaats. Tussen blootstelling en het optreden van symptomen (incubatietijd) zit 1 tot 6 weken. Niet iedere besmetting leidt tot het optreden van ziekteverschijnselen. Soms wordt een persoon niet ziek na een besmetting en krijgt het virus nagenoeg geen kans om het immuunsysteem van het menselijk lichaam aan te vallen.

## Diagnostiek
Serologische testen zijn het belangrijkste diagnostische middel. De aanwezigheid van IgM klasse antilichamen of een viervoudige stijging in IgG titer zijn bewijzend voor een recente besmetting.

## Klinische verschijnselen
Het hantavirus cardiopulmonaal (hart en longen) syndroom kenmerkt zich door hoge hartslag en snelle ademhaling bij een Acute Respiratory Distress Syndrome (ARDS) longbeeld. Het heeft een hoge mortaliteit.
De hemorragische koorts met renaal syndroom kenmerkt zich door koorts, bloedingsneiging, lage bloeddruk en nierinsufficiëntie. Het ziektebeloop kan variëren van mild tot snel dodelijk. Het ook in Europa voorkomende Puumala virus geeft koorts, flankpijn, buikpijn, misselijkheid en braken, bloedingen van het oogbindvlies, hoofdpijn en trage hartslag. Het Puumala virus wordt overgebracht door de rosse woelmuis (Clethrionomys glareolus).